# Carol Anne Watts
Carol Anne Watts (* 13. September 1987 in Raleigh, North Carolina) ist eine US-amerikanische Schauspielerin und Filmproduzentin.

## Leben
Watts wurde am 13. September 1987 in Raleigh geboren. Sie besuchte von 2001 bis 2005 die Green Hope High School in Cary. Nach ihrem dortigen Abschluss studierte sie bis 2009 an der University of North Carolina at Wilmington die Fächer Psychologie und Internationales Management. Von 2013 bis einschließlich 2015 studierte sie Filmproduktion an der University of California, Los Angeles.
Bereits 2008 während ihres Studiums an der University of North Carolina at Wilmington sammelte Watts erste schauspielerische Erfahrungen als Fernsehschauspielerin in sechs Episoden der Fernsehserie Whittaker Bay in der Rolle der Natalie Visted. In den nächsten Jahren folgten Rollen in verschiedenen Kurzfilmen. 2010 hatte sie eine Nebenrolle im Spielfilm Butchered, außerdem wirkte sie im Musikvideo zum Lied Red Light Kisses von Dylan Holton mit. Eine größere Filmrolle hatte sie 2013 im Fernsehfilm Charlie’s Friseurladen – Der lange Weg nach Hause in der Rolle der Kat Cameron. In den nächsten Jahren folgten kleinere Rollen in mehreren Filmen, unter anderen 2015 im Blockbuster Ant-Man. 2020 übernahm sie die weibliche Hauptrolle der Lt. Brown im Actionfilm Top Gunner – Die Wächter des Himmels.
Seit 2015 tritt Watts auch als Filmproduzentin in Erscheinung. 2019 produzierte sie den Film Sargasso mit Schauspielgrößen wie Graham McTavish, Jeremy Sumpter, Tom Berenger und Jim Meskimen. 2021 produzierte sie den Film Buddha Eyes mit Eric Roberts in der Hauptrolle. Seit demselben Jahr ist sie als Regisseurin für die Fernsehserie Fostering Dad zuständig. 2022 erschien ihr Film Chariot.

## Filmografie (Auswahl)

### Schauspiel
- 2008: Whittaker Bay (Fernsehserie, 6 Episoden)
- 2008: Defying Debt (Kurzfilm)
- 2008: The Big Come Down (Kurzfilm)
- 2009: I Like You (Kurzfilm)
- 2010: Butchered
- 2010: Hollywood East (Fernsehserie, Episode 1x07)
- 2010: The Buck Johnson Story (Kurzfilm)
- 2011: Mute (Kurzfilm)
- 2011: The Gritter's (Kurzfilm)
- 2011: The Artifact
- 2011: Redneck Roots
- 2011: Attack of the Alien Jelly Monsters from the Depths of Uranus
- 2011: Blood Thirsty (Kurzfilm)
- 2013: Charlie’s Friseurladen – Der lange Weg nach Hause (Shuffleton’s Barbershop, Fernsehfilm)
- 2014: Killer Women (Fernsehserie, Episode 1x03)
- 2014–2015: Red Band Society (Fernsehserie, 2 Episoden)
- 2015: Frankenstein – Das Experiment (Frankenstein)
- 2015: Ant-Man
- 2015: Adrenaline
- 2016: The Channel
- 2016: The Witching Hour
- 2016: Traded
- 2017: Vice Principals (Fernsehserie, Episode 2x09)
- 2018: Crossed Lines
- 2020: Top Gunner – Die Wächter des Himmels (Top Gunner)
- 2021: Obsessed with the Babysitter (Fernsehfilm)
- 2021: The Rise (Fernsehserie)
- 2021: SuperCool
- 2022: Monstrous
- 2022: Chariot
- 2022: Prisoners of WAR – Subject Zero (Kurzfilm)
- 2022: The Loneliest Boy in the World

### Produktion
- 2015: Actor for Hire
- 2016: The Channel
- 2019: Sargasso
- 2019: Perfect Human (Life Like)
- 2020: Spy Intervention
- 2020: The Swing of Things
- 2020: Holy Ground (Kurzfilm)
- 2021: Buddha Eyes
- 2022: Monstrous
- 2022: Chariot
- 2022: Prisoners of WAR – Subject Zero (Kurzfilm)
- 2022: Poker Face

### Regie
- seit 2021: Fostering Dad (Fernsehserie)